# Juan Rincón
Juan Rincón är en ort i Mexiko.   Den ligger i kommunen Victoria och delstaten Tamaulipas, i den centrala delen av landet, 500 km norr om huvudstaden Mexico City. Juan Rincón ligger 236 meter över havet och antalet invånare är 643.
Terrängen runt Juan Rincón är huvudsakligen platt, men åt sydväst är den kuperad. Runt Juan Rincón är det ganska tätbefolkat, med 199 invånare per kvadratkilometer. Närmaste större samhälle är Estación Santa Engracia, 9,7 km norr om Juan Rincón. Omgivningarna runt Juan Rincón är en mosaik av jordbruksmark och naturlig växtlighet.